# جيمس لا فايت إيفانز
جيمس لا فايت إيفانز هو سياسي أمريكي، ولد في 27 مارس 1825، وتوفي في 28 مايو 1903. نشط حزبياً في الحزب الجمهوري. وقد انتخب عضو مجلس النواب الأمريكي ‏.